# Francesc d'Assís Lluís de Borbó
Francesc d'Assís Lluís de Borbó   (Madrid, 6 de maig de 1820 - San Lorenzo de El Escorial, 15 de novembre de 1821) va ser un membre de la família reial espanyola, fill dels infants Francesc de Paula i Lluïsa Carlota. Nebot del rei Ferran VII, va ser condecorat amb el títol de duc de Cadis. Va morir en la infància.
Va néixer a la vila de Madrid a les 5:30 del matí del 6 de maig de 1820, fill primogènit dels infants Francesc de Paula i Lluïsa Carlota de Borbó. El dia del seu bateig, celebrat entre el 20 i 22 de maig de 1820, va ser nomenat cavaller de l'Orde del Toisó d'Or i se li va atorgar la Gran Creu de l'Orde de Carles III. Nascut en el context del Trienni Liberal, tres dies després del seu naixement, el 9 de maig, el seu oncle, el rei Ferran VII, va resoldre concedir-li el títol de duc de Cadis, actuació que va comunicar al secretaria de Gràcia i Justícia, Manuel García Herreros, per a la seva publicació oficial. Sembla que el rei també va voler afalagar la ciutat de Cadis i els liberals amb aquest acte.
En canvi, no va ostentar mai el títol d'infant d'Espanya, malgrat que diverses fonts l'anomenen així erròniament, perquè va morir abans de la promulgació del Reial Decret de 28 de novembre de 1823, pel qual el rei va atorgar el títol d'infants a tots els fills del seu germà Francesc de Paula. El tractament que li va correspondre va ser el d'Excel·lentíssim Senyor i el de Gran.
Francesc d'Assís va morir a El Escorial el 14 de novembre de 1821. Va ser enterrat al panteó dels infants del monestir de San Lorenzo de El Escorial, en un dels nínxols del cos superior del mausoleu de pàrvuls, amb l'epitafi en llatí «Franciscus, Caroli IV nepos» (Francesc, net de Carles IV). Després de la seva mort, el títol de duc de Cadis va quedar vacant fins a 1822, quan Ferran VII va decidir atorgar-lo al seu nou nebot, Francesc d'Assís de Borbó, també fills dels infants Francesc de Paula i Lluïsa Carlota.